# 의성 관덕리 삼층석탑
의성 관덕리 삼층석탑(義城 觀德里 三層石塔)은 대한민국 경상북도 의성군 단촌면에 있는 남북국 시대 신라의 삼층석탑이다. 1963년 1월 21일 대한민국의 보물 제188호로 지정되었다.

## 개요
2단의 기단(基壇)위에 3층의 탑신(塔身)을 올린 석탑으로, 각 부분의 장식이 풍부하다.
아래층 기단의 4면에는 가운데에 기둥 모양의 조각을 하나씩 새기고, 조각에 의해 나누어진 8곳에 비천상(飛天像)을 도드라지게 조각하였다. 윗층 기단에도 각 4면의 가운데에 기둥 모양을 새긴 후, 기둥을 중심으로 왼쪽에는 4천왕상(四天王像)을, 오른쪽에는 천부상(天部像)을 배치하였다. 사천왕과 천부상은 모두 부처의 법을 보호하고 지키는 신으로 이들을 이렇게 복합적으로 표현한 것은 보기 드문 모습인데, 이는 통일신라 후기에 가져온 변화인 듯 하다.
탑신은 몸돌과 지붕돌이 각각 하나의 돌로 이루어졌으며, 1층 몸돌의 4면에 보살상(菩薩像)을 돌아가며 새겼다. 지붕돌은 밑면의 받침이 1층과 2층은 4단, 3층은 3단으로 줄어 있으며, 처마는 수평을 이루다가 네 귀퉁이에서 살짝 위로 젖혀 있다.
꼭대기에는 머리장식이 없어지고 이를 받쳐주던 네모난 받침돌만 거꾸로 놓여져 있는데, 이는 후대에 와서 흐트러진 것으로 보인다. 그 위로 얹혀있는 돌은 무엇인지 알 수가 없다.
원래 위층 기단 윗면의 네 귀퉁이 마다 암수 2마리씩 돌사자 네 마리가 있었으나 이 중 2마리(보물 제 202호, 의성 관덕동 석사자)만 남아 현재 국립경주박물관에 보관되어 있다. 이렇듯 동물을 등장시키는 경우는 경주 분황사 모전석탑이 가장 앞서고 이후 통일신라 후기까지 그 양식이 줄곧 이어져 내려왔다.
탑에 장식적인 화려함을 더하게 되는 본격적인 시기인 9세기 정도에 만들어진 것으로 보인다. 전체적으로 웅장한 기상은 덜하나, 많은 조각을 새겨 놓아 화려하고 아름답다.

## 같이 보기
- 의성 관덕동 석사자 - 보물 제202호

## 참고 자료
- 의성 관덕리 삼층석탑 - 국가유산청 국가유산포털